# Horst Wupper
Horst Wupper (* 30. April 1939 in Bochum) ist ein deutscher Elektrotechniker und Universitätsprofessor.

## Leben
Er studierte nach dem Abitur (1958 Graf-Engelbert-Schule in Bochum) Elektrotechnik mit dem Schwerpunkt Nachrichtentechnik an der RWTH Aachen (Diplom 1964). Von 1964 bis 1967 arbeitete er als Leiter einer Entwicklungsgruppe in einem Unternehmen für nachrichtentechnische Messgeräte in Eningen unter Achalm. Von 1967 bis 1976 war er Wissenschaftlicher Assistent bzw. Oberingenieur bei Professor Alfred Fettweis am Lehrstuhl für Nachrichtentechnik an der Ruhr-Universität Bochum. Nach der Promotion 1971 zum Dr.-Ing. in Bochum und der Habilitation 1975 ebenda wurde er 1976 Professor an der Ruhr-Universität Bochum und 1979 Ordentlicher Professor an der Fernuniversität in Hagen (Prorektor 1980–1986, 1990–1993). Seit 2004 ist er emeritiert.

## Schriften (Auswahl)
- On the theory of pseudo-n-path filters and their realization. Bochum 1971, OCLC 637160608.
- Neuartige Realisierung RC-aktiver Filter mit geringer Empfindlichkeit. Bochum 1975, OCLC 615109586.
- Grundlagen elektronischer Schaltungen. Heidelberg 1983, ISBN 3-7785-0865-2.
- Einführung in die digitale Signalverarbeitung. Heidelberg 1989, ISBN 3-7785-1442-3.
- Elektronische Schaltungen 1. Grundlagen, Analyse, Aufbau. Berlin 1996, ISBN 3-540-60624-6 (Reprint 2012, ISBN 978-3-642-64841-0, ISBN 978-3-642-61434-7 (E-Book)).
- mit Ulf Niemeyer: Elektronische Schaltungen 2. Operationsverstärker, Digitalschaltungen, Verbindungsleitungen. Berlin 1996, ISBN 3-540-60745-5 (Reprint 2012, ISBN 978-3-642-64844-1, ISBN 978-3-642-61441-5 (E-Book)).
- Helge. B. Cohausz, Horst Wupper, Gewerblicher Rechtsschutz und angrenzende Gebiete. Leitfaden für die Praxis. Köln 2010, ISBN 978-3-452-26957-7.
- Horst Wupper, Und dann wurde alles digital. Über die Domestizierung des Elektrons. 2022, ISBN 978-3-9823943-3-6.

Weitere Schriften hat Horst Wupper unter dem Pseudonym Linus Kuick veröffentlicht.
- Linus Kuick, Die Jahre meiner Kindheit. Rückblicke auf Kriegsjahre und Nachkriegszeit. (2. überarbeitete Auflage), 2022, ISBN 978-3-9823943-4-3.
- Linus Kuick, Einladung nach Shanghai. Innenansichten eines entschwundenen Landes. (2. überarbeitete Auflage), 2022, ISBN 978-3-9823943-5-0.